# SKC
SKC war die im Flugwetterdienst gebräuchliche Bezeichnung für wolkenlosen Himmel. Im November 2008 wurde diese von der ICAO durch die Bezeichnung Nil significant clouds (NSC) ersetzt. SKC wird allerdings noch vielerorts verwendet, etwa von der deutschen GAFOR-(Flugwetter-)Vorhersage, in Nordamerika, Mexiko, Chile, Russland, Schweden und einigen asiatischen Staaten.
SKC steht für „sky clear“ (Bewölkungsgrad unter 1 Achtel) und entspricht der Stufe 0/8 bzw. 0/10 der lokalen Wetterdienste bzw. der Synopsis. Die weiteren Stufen werden in der Flugmeteorologie folgendermaßen abgekürzt:
- 1/8 und 2/8 „few“ (FEW) für geringe Bewölkung,
- 3/8 und 4/8 „scattered“ (SCT) für aufgelockerte Bewölkung,
- 5/8 bis 7/8 „broken“ (BKN) für eine durchbrochene Wolkendecke
- und 8/8 „overcast“ (OVC) für eine geschlossene Wolkendecke.

Die Grade 7–8/8 werden in der Meteorologie „bedeckt“ genannt, in der Alltagssprache bei dunklen Wolken auch als „trüb“.